# Geocharis (owady)
Geocharis – rodzaj chrząszczy z rodziny biegaczowatych i podrodziny Trechinae.
Należące tu gatunki są bezokie i bezskrzydłe. Są to owady endogeiczne tj. żyjące w glebie. Często spotykane są na spodniej powierzchni głęboko osadzonych kamieni.
Rodzaj palearktyczny, znany z Portugalii, Hiszpanii i Maroka. Chrząszcze te wykazują cechy regionalnego i lokalnego endemizmu. Wiele gatunków ma silnie ograniczone zasięgi występowania.

## Systematyka
Dotychczas opisano blisko 40 gatunków z tego rodzaju:
- Geocharis alegantula Antoine, 1962[2]
- Geocharis amicorum Zaballos, 1998[2]
- Geocharis antheroi Serrano et Aguiar, 2011[2]
- Geocharis barcorabelo Serrano et Aguiar, 2011[2]
- Geocharis bifenestrata Zaballos, 2005[2]
- Geocharis bivari A. Serrano et Aguiar, 2004[3]
- Geocharis boieiroi A. Serrano et Aguiar, 2001[2]
- Geocharis coiffaiti A. Serrano et Aguiar, 2006[1]
- Geocharis cordubensis (Dieck, 1869)[2]
- Geocharis estremozensis A. Serrano et Aguiar, 2003[2]
- Geocharis falcipenis Zaballos et Jeanne, 1987[2]
- Geocharis femoralis Coiffait, 1969[2]
- Geocharis fenestrata Zaballos, 2005[2]
- Geocharis fermini A. Serrano et Aguiar, 2004[3]
- Geocharis grandolensis A. Serrano et Aguiar, 2000[2]
- Geocharis iborensis Zaballos, 1990[2]
- Geocharis julianae Zaballos, 1989[2]
- Geocharis juncoi Zaballos, 2005[2]
- Geocharis korbi (Ganglbauer, 1900)[2]
- Geocharis leoni Zaballos, 1998[2]
- Geocharis liberorum Zaballos, 2005[2]
- Geocharis massinissa (Dieck, 1869)[2]
- Geocharis monfortensis A. Serrano et Aguiar, 2000[2]
- Geocharis montecristoi Zaballos, 2005[2]
- Geocharis moscatelus A. Serrano et Aguiar, 2001[2]
- Geocharis mussardi Antoine, 1962[2]
- Geocharis notolampros Zaballos, 2005[2]
- Geocharis olisipensis Schatzmayr, 1936[2]
- Geocharis portalegrensis A. Serrano et Aguiar, 2001[2]
- Geocharis quartaui A. Serrano et Aguiar, 2004[3]
- Geocharis raclinae Antoine, 1962[2]
- Geocharis ruiztapiadori Zaballos, 1996[2]
- Geocharis sacarraoi A. Serrano et Aguiar, 2003[2]
- Geocharis saldanhai A. Serrano et Aguiar, 2001[2]
- Geocharis sebastianae A. Serrano et Aguiar, 2006[1]
- Geocharis submersus A. Serrano et Aguiar, 2003[2]
- Geocharis rotundata A. Serrano et Aguiar, 2006[1]
- Geocharis testatetrafoveata Zaballos, 2005[2]